# Almere Buiten

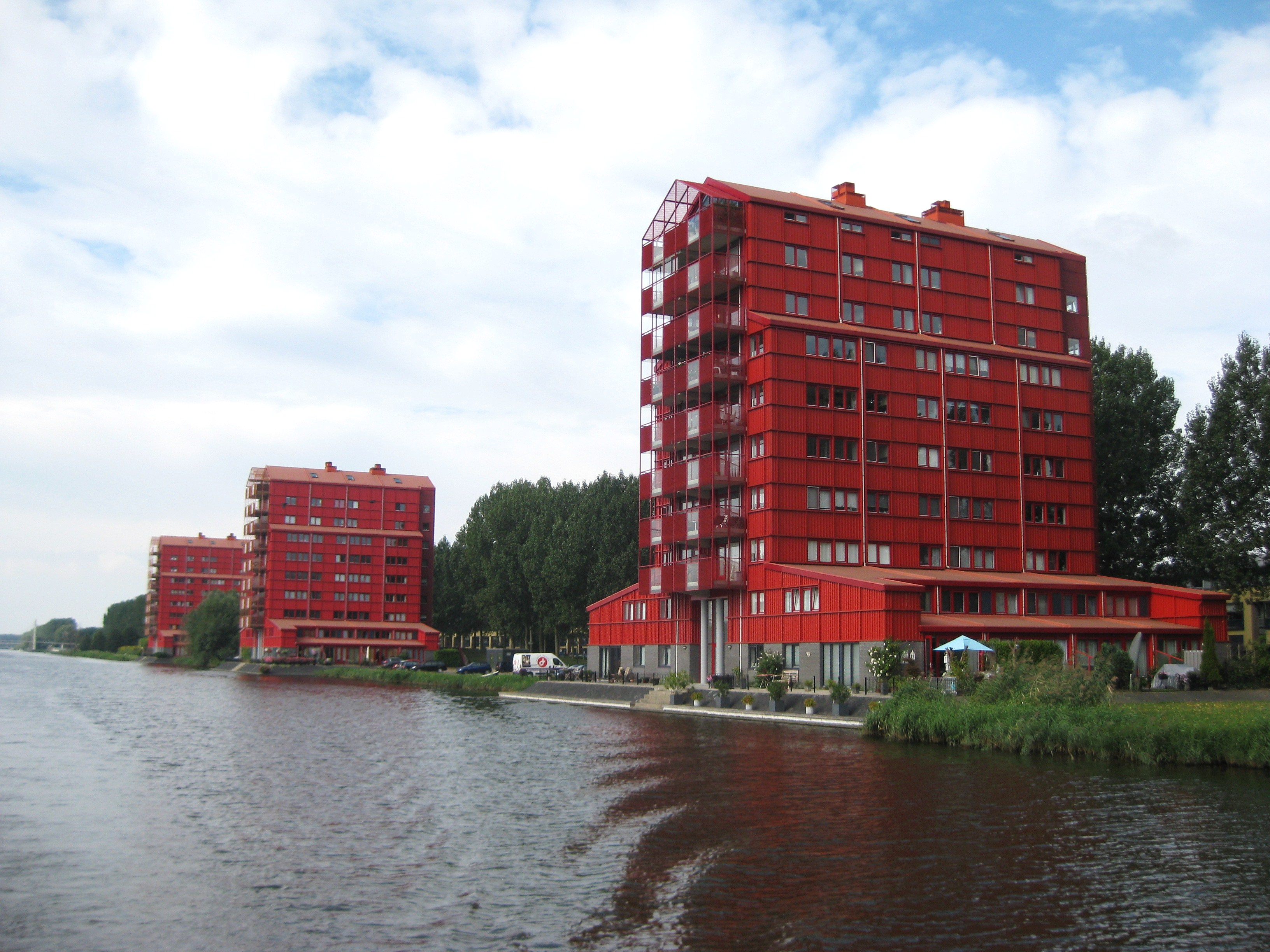
Flats in de Regenboogbuurt

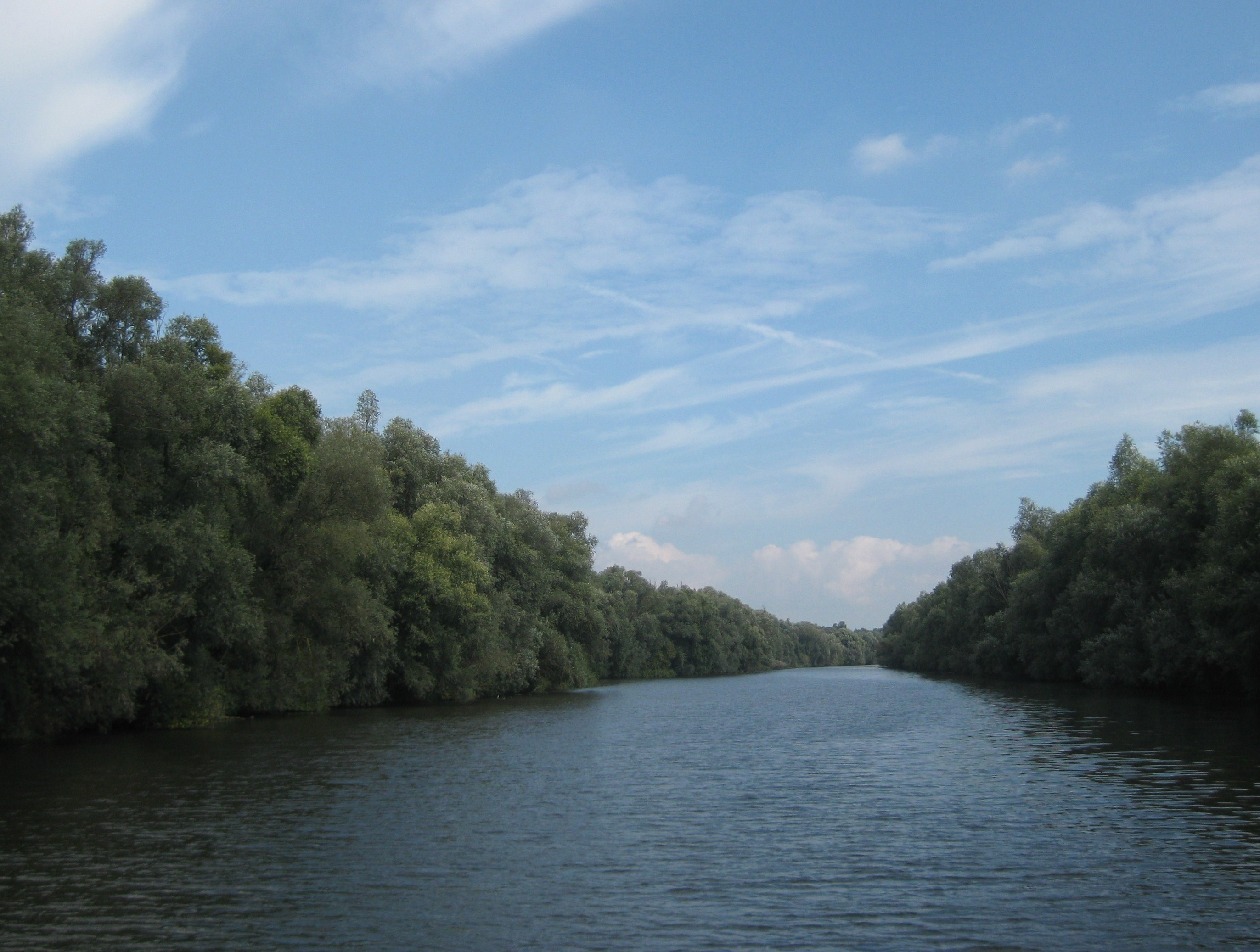
Lage Vaart ter hoogte van Almere Buiten

Almere Buiten is een stadsdeel in de gemeente Almere in de Nederlandse provincie Flevoland. Op 1 januari 2023 telde het stadsdeel 62.235 inwoners, verdeeld over 24.078 woningen, op een oppervlakte van 40,94 km².
Tussen Almere Buiten en Almere Stad lopen de Lage Vaart en de Tussenring.

## Vervoer
Er zijn twee NS-stations: Almere Buiten en Almere Oostvaarders. Hiervandaan vertrekken treinen richting Lelystad, Weesp en Hilversum. Ook onderhoudt Keolis Nederland een busdienst die de wijk met verschillende andere wijken en NS-stations in Almere verbindt.

## Wijken
In Almere Buiten liggen de wijken
- Bloemenbuurt
- Faunabuurt
- Oostvaardersbuurt
- Regenboogbuurt
- Bouwmeesterbuurt
- Eilandenbuurt
- Landgoederenbuurt
- Sieradenbuurt
- Buiten Centrum
- Seizoenenbuurt
- Stripheldenbuurt
- Indischebuurt
- Molenbuurt

Verder ligt een drietal bedrijventerreinen in Almere Buiten, waarvan De Vaart het grootste is. Andere bedrijventerreinen zijn Buitenvaart en Poldervlak. In Almere Buiten lag vroeger een penitentiaire inrichting met als bijnaam Almere Binnen.
Almere Stad · Almere Haven · Almere Buiten · Almere Hout · Almere Poort · Almere Pampus

Flevoland: Steden en dorpen      Nederland: Provincies · Gemeenten